# Amber Maximus
Amber Maximus (12 januari 1997) is een Belgisch voetbalspeelster.
In seizoen 2014-15 speelde ze voor KAA Gent Ladies in de BeNeLeague. In seizoen 2020-21 komt ze terug, om ook in de Super League uit te gaan komen.

## Statistieken
| Seizoen | Club            | Land   | Competitie   | Wedstrijden | Doelpunten |
| ------- | --------------- | ------ | ------------ | ----------- | ---------- |
| 2014/15 | KAA Gent Ladies | België | BEL          | 23          | 4          |
| 2020/21 | KAA Gent Ladies | België | Super League |             |            |
| Totaal  | Totaal          | Totaal | Totaal       | 23          | 4          |

Laatste update: september 2020

## Interlands
Maximus speelde 1 wedstrijd voor het Belgisch voetbalelftal, en kwam ook uit voor O17 en O19.